# Proteuxoa memestroides
Proteuxoa memestroides là một loài bướm đêm trong họ Noctuidae.